# 亀田啓悟
亀田 啓悟（かめだ けいご、1970年6月15日 - ）は、日本の経済学者。関西学院大学総合政策学部教授。専門は財政政策。

## 略歴
1989年千葉県立船橋高等学校卒業。1993年慶應義塾大学経済学部卒業。東京銀行勤務を経て、1996年慶大経済学研究科修士課程修了。1998年同博士課程単位取得満期退学。2014年慶大より博士（経済学）取得。
1998年新潟大学経済学部講師、1999年助教授。
2006年関西学院大学総合政策学部助教授、2007年准教授、2015年教授。
アルバータ大学公共経済研究所客室研究員、クイーンズ大学経済学部客室研究員を歴任。

## 著書

### 編著
- 『総合政策のニューフロンティア』（関西学院大学出版会, 2010年）
- （吉野直行, 中東雅樹, 中田真佐男）『日本経済の課題と針路』（慶應義塾大学出版会, 2015年）

### 分担執筆
- （吉野直行, 中島隆信）『公共投資の経済効果』（日本評論社, 1999年）
- （金融調査研究会）『公的債務管理と公的金融のあり方』（金融調査研究会, 2004年）
- （日本財政学会）『財政再建と税制改革』（有斐閣, 2008年）
- （長谷川雪子）『行政と市民の経済分析』（新潟日報事業社, 2009年）
- （長峯純一）『公共インフラと地域振興』（中央経済社, 2015年）